# Melocactus bahiensis
Melocactus bahiensis é uma espécie botânica de plantas da família das Cactaceae. É endêmica do Brasil. É uma espécie comum em áreas localizadas.

## Sinonimia
- Cactus bahiensis
- Melocactus oreas
- Melocactus amethystinus
- Melocactus brederooianus
- Melocactus grisoleoviridis
- Melocactus lensselinkianus
- Melocactus acispinosus
- Melocactus ammotrophus
- Melocactus glauxianus